# Daniel Padilla
Daniel John Ford Padilla (Manila, 26 aprile 1995) è un attore e cantante filippino.

## Filmografia parziale

### Cinema
- 24/7 in Love, regia di John D. Lazatin, Mae Cruz-Alviar, Frasco Santos Mortiz e Dado Lumibao (2012)
- Sisterakas, regia di Wenn V. Deramas (2012)
- Must Be... Love, regia di Dado Lumibao (2013)
- Pagpag: Siyam na Buhay, regia di Frasco S. Mortiz (2013)
- Sa Ngalan ng Ama, Ina, at mga Anak, regia di Jon Villarin (2014)
- She's Dating the Gangster, regia di Cathy Garcia-Molina (2014)
- Bonifacio: Ang Unang Pangulo, regia di Enzo Williams (2014)
- Crazy Beautiful You, regia di Mae Cruz-Alviar (2015)
- Barcelona: A Love Untold, regia di Olivia Lamasan (2016)
- Can't Help Falling in Love, regia di Mae Czarina Cruz-Alviar (2017)
- Gandarrapiddo: The Revenger Squad, regia di Joyce Bernal (2017)

### Televisione
- Gimik 2010 (2010)
- Growing Up (2011)
- Princess and I (2012)
- Got to Believe (2013-2014)
- Pangako Sa 'Yo (2015-2016)
- La Luna Sangre (2017)

## Discografia

### Album in studio
- 2013 - DJP
- 2014 - I Heart You (ed. deluxe nel 2016)
- 2015 - I Feel Good

### EP
- 2012 - Daniel Padilla
- 2015 - Christmas Love Duets (con Kathryn Bernardo)

### Raccolte
- 2016 - DJ Greatest Hits